# Baccalaureus argalicornis
Baccalaureus argalicornis is een kreeftachtigensoort uit de familie van de Lauridae. De wetenschappelijke naam van de soort is voor het eerst geldig gepubliceerd in 1936 door Brattström.